# Atractotomus magnicornis
Atractotomus magnicornis is een wants uit de familie van de blindwantsen (Miridae). De soort werd het eerst wetenschappelijk beschreven door Carl Fredrik Fallén in 1807.

## Uiterlijk
De redelijk langwerpig ovaal gevormde blindwants is altijd langvleugelig en kan 3 tot 3,5 mm lang worden. De pootjes zijn bruin, de dijen zijn donkerder, de schenen hebben zwarte stekels en stipjes. Het lichaam is roodbruin tot zwart gekleurd en is bedekt met lichtgele haartjes. Van de antennes zijn de eerste twee segmenten zwart en duidelijk verdikt, de laatste twee segmenten zijn dun en witgeel.

## Leefwijze
Eitjes worden gelegd op spar en minder vaak op andere coniferen zoals dennen, larix en jeneverbes. Ze leven daar van het sap uit de knoppen en naalden maar ook van bladluizen (Aphidoidea) en stofluizen (Psocoptera). Er is een enkele generatie per jaar en de volgroeide dieren kunnen van mei tot september gevonden worden.

## Leefgebied
Het verspreidingsgebied van de wants is Palearctisch van Europa tot het Midden-Oosten. In Nederland komt de soort algemeen voor (met uitzondering van de kustgebieden waar de wants zeldzaam is). De soort kan hier gevonden worden op sparren in bossen en tuinen of parken.